# Rue du Martroi-Saint-Jean
La rue du Martroi, également appelée rue du Martroi-Saint-Jean, est une ancienne voie de Paris qui était située dans l'ancien 9e arrondissement et qui est supprimée lors de l'ouverture de la rue de Lobau et de l'agrandissement de l'hôtel de ville de Paris en 1837.

## Origine du nom
L’étymologie du nom divise les historiens :
- Sauval le fait dériver du vieux mot martyretum, diminutif de martyrium, qui, selon lui signifie un tombeau, une châsse, un cimetière, une église ;
- Borel et Jaillot disent que le mot « martroi » vient de martyrium qui signifie « lieu de supplice ». Cette étymologie parait mieux fondée car cette rue n'a porté ce nom que depuis que la place de Grève, où elle aboutissait, a été destinée au supplice des criminels.

## Situation
Située dans l'ancien 9e arrondissement, quartier de l'Hôtel-de-Ville, la rue du Martroi-Saint-Jean commençait, sous une arcade, aux 6-8, place de l'Hôtel-de-Ville et finissait aux 1-2, rue du Tourniquet-Saint-Jean et aux 1-2, rue du Monceau-Saint-Gervais.
Les numéros de la rue étaient noirs. Il n'y avait pas de numéros impairs et le dernier numéro pair était le no 24.

## Historique
D'après une source tardive et parfois fantaisiste, celle de Jean le Long dans la Chronique de Saint-Bertin, c'est en passant soit par cette rue (« in medio vico S. Johannis »), soit par la rue Rue Saint-Jacques (une autre version porte: « in medio vico S. Iacobi ») que le roi associé Philippe de France (1116-1131) mourut le 13 octobre 1131 quand un cochon s’embarrassa dans les jambes de son cheval qui se cabra, faisant chuter son cavalier, puis tomba sur lui et l'écrasa. Suger, contemporain des faits, ne mentionne aucune rue particulière, et signale seulement dans sa Vie de Louis VI le Gros que l'événement se produisit alors que Philippe se promenait « dans un faubourg de la cité de Paris » (« cum quadam die per civitatis Parisiensis suburbium equitaret »). Le jeune roi, d'après Suger, décéda des suites de son accident le jour même, « à la tombée de la nuit ». Bien qu'on ne dispose d'aucune preuve l'attestant, il est possible que cet accident fut à l'origine de l'interdiction de laisser vaguer des pourceaux dans la rue.
En 1300, elle est nommée « rue Saint-Jehan-en-Grève » ; en 1313, « rue Saint-Jean-sur-la-Rivière » puis on la trouve sous les noms de « rue Saint-Jean » et « rue du Chevet-Saint-Jean » à cause de la proximité de l'église Saint-Jean-en-Grève.
Elle est citée dans Le Dit des rues de Paris de Guillot de Paris sous le nom « rue du Martrai ».
On trouve ensuite cette voie sous les noms de « rue du Martroy », « rue du Martray », « rue du Martelet » et « rue du Martelet-Saint-Jean », « rue du Marteret », « rue du Martel », « rue du Maltois »…
Elle est citée sous le nom de « rue du Martroy » dans un manuscrit de 1636.
Elle débouchait sous une arcade dans la place de Grève.
Une décision ministérielle du 13 thermidor an VI (31 juillet 1798) fixe la largeur de cette voie publique à 10 mètres.
La rue du Martroi est supprimée en 1837, lors de la reconstruction et de l'agrandissement de l'hôtel de Ville de Paris.